# Miguel Dueñas
Miguel Ángel Díaz Dueñas (Madrid, 23 de octubre de 1975) es un escritor, profesor y músico de sesión español.

## Biografía
Miguel Dueñas escribió su primera novela, Suficiente soga, en 2016, con la que obtuvo el III Premio de Narrativa Francisco Ayala en 2015.
En 2019 publicó su segunda novela, La prohibición del Jade. Un año después, en 2020, publicó La crecida, con la que obtuvo el 
XIII Premio Fray Luis de León de narrativa.
Su última novela, Mía, fue publicada en 2022.
Además, ha sido galardonado en numerosos certámenes de relato, entre los que destacan Cosecha eñe 2013 y el Premio UNED Mérida al mejor relato en 2015. Asimismo, ha impartido conferencias sobre Literatura y técnicas narrativas en numerosos centros de la Comunidad de Madrid.
Actualmente compagina la escritura con su labor de profesor en la Comunidad de Madrid. Durante las dos últimas décadas ha participado en diversos conciertos y programas de televisión como baterista, percusionista y director musical.

## Obra

### Novelas
- Suficiente soga (Musa a las 9, 2016)
- La prohibición del Jade (La Huerta Grande, 2019)
- La crecida (Junta de Castilla y León, 2020)
- Mía (Candaya, 2022)

### Relato
- Es raro olvidarlo todo (Ediciones Molloy, 2013)
- Relatos por descubrir (Comarca del Bajo Cinca, 2021)
- IX concurso Alberto Fernández Ballesteros (Fundación Cajas I, 2021)

## Premios
- 2015: Ganador III premio de novela Francisco Ayala por Suficiente soga
- 2017: Ganador XIII premio de narrativa «Fray Luis de León» por La crecida.
- 2021: Finalista XXXVII concurso de cuentos «Villa de Mazarrón» por El saxofón de Charlie Parker.
- 2021: Finalista LII premio internacional de novela «Ciudad de Barbastro» por Mía.